# Albert Ackermann (Unternehmer, 1882)
Albert Ackermann (* 1882 in Ehringhausen (Halver); † Mai 1954 in Gummersbach) war ein deutscher Unternehmer. Er wurde als Sohn eines Huf- und Geräteschmiedes geboren.
Nach seinen Lehr- und Wanderjahren kam er 1899 nach Gummersbach. 1919 nach dem Ende des Ersten Weltkrieges wagte er mit wenig Eigenkapital den Weg in die Selbständigkeit. Die Grundlage seines Unternehmens war ein von ihm konstruiertes Lichtschaltermodell. In den 1930er Jahren baute er sein Unternehmen aus und exportierte in die Balkanländer und sogar nach Südamerika. 1945 nach Ende des Zweiten Weltkriegs durfte Albert Ackermann seinen Betrieb wieder eröffnen. Diesmal lag der Schwerpunkt auf der Produktion von fernmeldetechnischen Artikeln. 1951 schied er aus gesundheitlichen Gründen aus dem Betrieb aus und verstarb drei Jahre später. Seine Söhne Hans Gert und Werner führten die Firma weiter. Auch sie sind inzwischen beide verstorben.
Das von Albert Ackermann gegründete Unternehmen beschäftigte in Spitzenzeiten bis zu 2000 Mitarbeiter. Es wurde im Jahr 2001 an den britischen Konzern Novar verkauft und im Jahr 2005 aufgespalten. Ackermann Nurse Call wurde Ende März 2005 von Honeywell International übernommen, Ackermann Data Connectivity dann im Oktober von Brand-Rex. Im Januar 2006 folgte die Übernahme von Ackermann Cable Management mit rund 140 Beschäftigten durch OBO Bettermann.
In Gummersbach ist im Stadtteil Rospe eine Straße nach Albert Ackermann benannt.